# У-цзы бин фа
«Законы войны почтенного У» (кит. упр. 吳子兵法, пиньинь Wúzǐ bīng fǎ) — классический китайский военный трактат. Сокращённое название — «У-цзы».

## Авторство
Трактат с таким названием упоминается ещё в библиографическом разделе «Ханьшу», и там сказано, что он состоит из 48 глав. До нашего времени дошла версия, состоящая из 6 глав, и об её авторстве ведутся споры. Одна из версий приписывает создание трактата великому древнекитайскому полководцу У Ци, другая — его ученикам. Компромиссная точка зрения сводится к тому, что, возможно, полководец У изложил основные идеи трактата, которые были развиты и дополнены его последователями.

## История
Со времён династии Хань трактат передаётся в более-менее неизменном виде; в различных изданиях имеются лишь незначительные расхождения. Так как У Ци осуждался традиционной конфуцианской историей за свои близкие к легизму идеи и методы управления, то в течение многих веков конфуцианские учёные пренебрегали «У-цзы» из-за относительной простоты его языка, и осуждали его за проповедь жестокости.

## Структура
Дошедший до нас текст «У-цзы» состоит из шести глав:
- «Планирование для государства»
- «Оценка врага»
- «Управление армией»
- «Дао полководца»
- «Реагирование на изменения»
- «Поощрение командиров»